# シネロマイシンB
シネロマイシンB（英：Cineromycin B）は、Streptomyces cinerochromogenesという細菌によって産生される、分子式C17H26O4で表されるantiadipogenicの抗生物質である。